# Reederij op de Lek

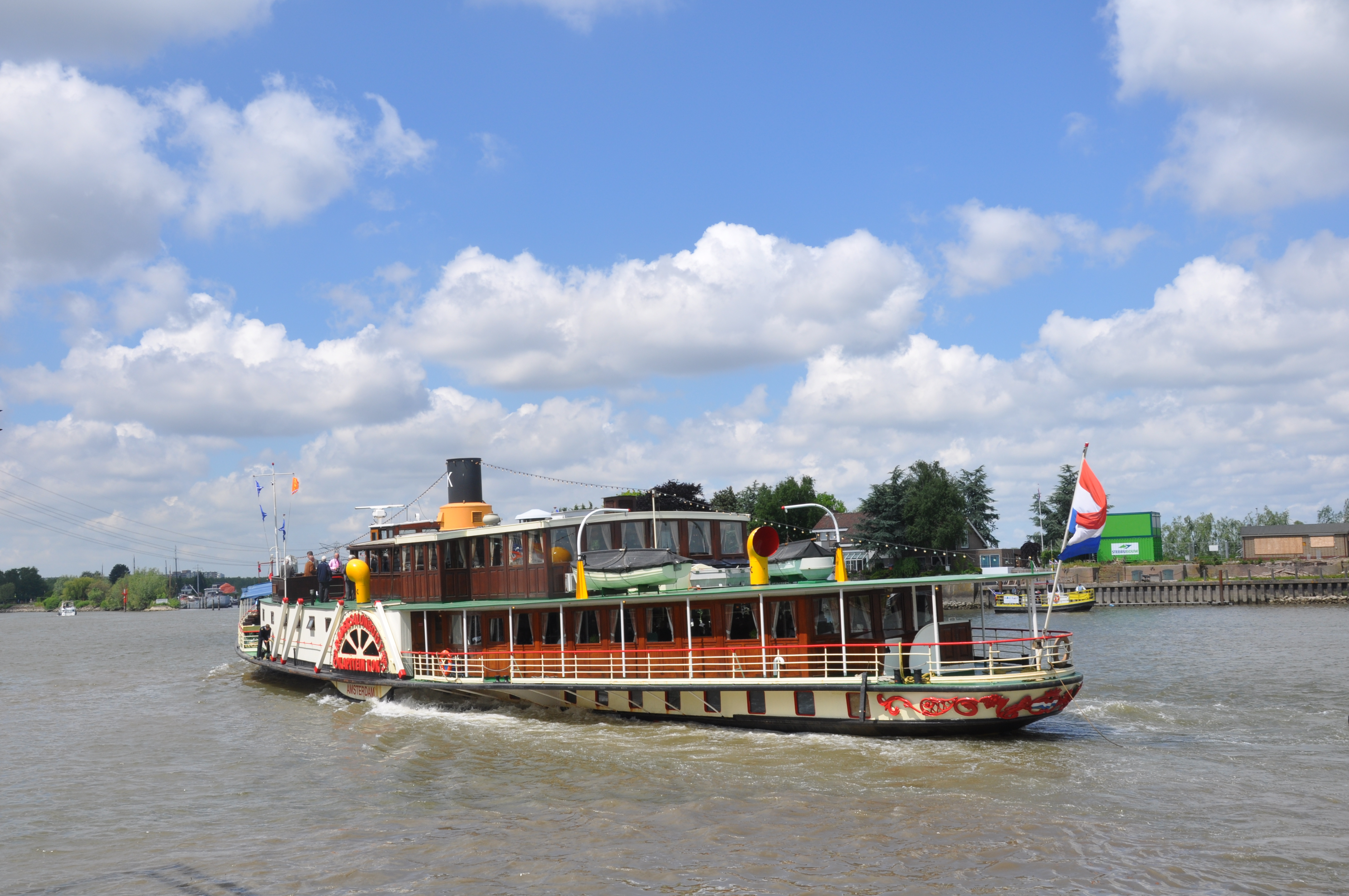
De Kapitein Kok, hier in 2010, werd gebouwd als de Reederij op de Lek 6

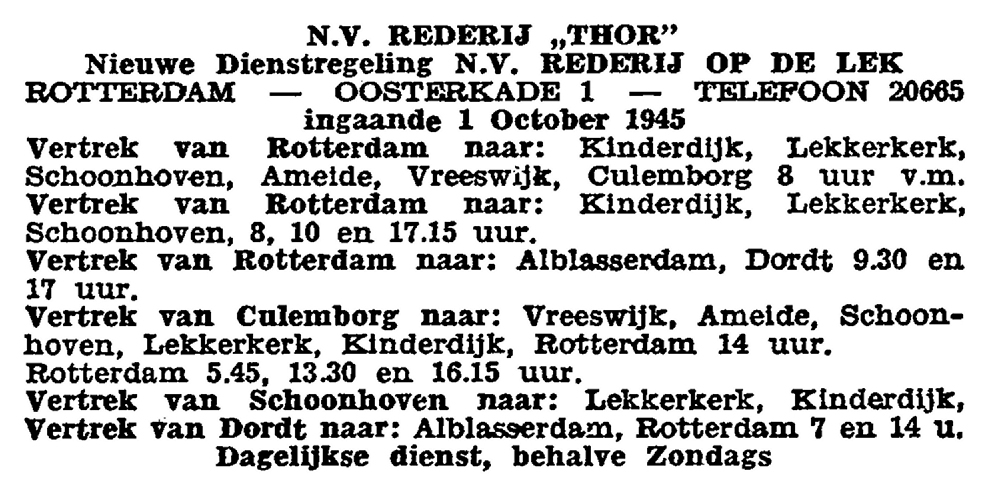
Dienstregeling Rederij op de Lek, per 1 oktober 1945

De Stoomboot Reederij op de Lek (SRodL) was een Nederlandse transportonderneming die van 1857 tot eind 1973 actief was. Het bedrijf werd gestart als rederij voor de binnenstoomvaart en onderhield geregelde diensten op de Lek en de Nieuwe Maas voor passagiers, vracht en vee. In de jaren twintig werden vrachtwagen- en autobusdiensten aan de activiteiten toegevoegd. In 1948 werden de lijnbootdiensten gestaakt ten gunste van het wegtransport. De rederij had onder druk van de Commissie Vergunningen Personenvervoer voor het busbedrijf sinds begin jaren veertig samenwerking gezocht met anderen. De hieruit resulterende N.V. Vervoermaatschappij "De Twee Provinciën" (TP) groeide uit tot een streekvervoerder van formaat. De vier partners, waaronder de Reederij op de Lek, bleven binnen dit samenwerkingsverband zelfstandig. In 1971 werd de SRodL, die eerst twee andere TP-partners had overgenomen, een dochteronderneming van de Nederlandse Spoorwegen.

## Geschiedenis

### Lekdienst

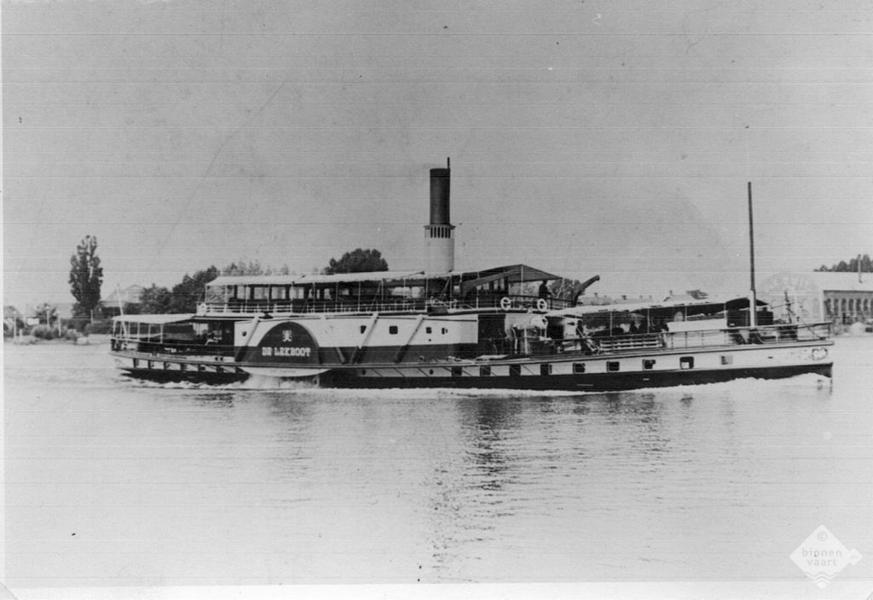
De Lekboot, een schip uit 1903

In 1857 besloten dertien personen samen een bootdienst op de Lek in de vaart te brengen, die een verbinding moest bieden tussen Rotterdam en Schoonhoven. Het was een vorm van partenrederij, waarbij een van de belangrijkste aandeelhouders als boekhouder en directeur optrad, in dit geval Johann Hermann von Santen (1819-1877). De onderneming werd daarom bekend als J.H. von Santen & Co. Van de overige deelnemers was de helft (aangetrouwd) lid van de rederij- en scheepsbouwfamilie Smit.
Drie maanden na de oprichting van de onderneming werd voor 7000 Gulden een tweedehands raderstoomboot aangeschaft. Deze werd voor 20.000 gulden verbouwd en vervolgens als Schoonhoven (ook wel: Stad Schoonhoven) in de vaart gebracht. Het schip, in 1841 bij Fop Smit in Kinderdijk gebouwd als Stad Heusden, mat 100 ton en vervoerde personen en vracht. In de beginperiode ging het de onderneming niet voor de wind. Op enig moment kon de Schoonhoven' voor sleepdiensten worden ingezet, waarmee extra inkomsten werden verworven. Na een aantal moeizame jaren ging het beter met de rederij.
In 1865 kon het tracé van de verbinding verlengd worden naar Vreeswijk en een jaar later naar Culemborg. Daartoe werd de raderstoomboot Vreeswijk in de vaart gebracht. Dit schip, gebouwd in 1851, werd overgenomen van de Culemborgsche Stoomboot Reederij. De eerste boot die de rederij voor eigen rekening liet bouwen, was de in 1876 door J. & K. Smit te Krimpen aan de Lek afgeleverde Schoonhoven.

### Nevenbelangen
Von Santen had naast de Lekdienst nog belangen in andere ondernemingen. hij was ook reder van zeilschepen van de grote vaart. Zo richtte hij in 1870 de Reederij der Stoombargedienst tussen Utrecht-IJsselstein en Vreeswijk op, die vervoer aanbood ten zuiden van Utrecht. In 1875 kon Von Santen een andere verbinding, die hij met de reder Adriaan Smit had opgebouwd, samenvoegen met de Lekdienst. Deze kreeg daardoor de beschikking over drie schroefstoomschepen: de Streefkerk, de Groot Ammers en de Bergambacht. Met deze fusie werd de Lekdienst sterker in het veevervoer. De bemanning van de boten was deskundig op het gebied van vee en de koeien konden desgewenst aan boord gemolken worden.
Von Santen overleed in 1877. De leiding van de firma kwam in handen van de ervaren schipper Pieter van der Hoog, die op dat moment reeds enige jaren voor de Lekdienst werkte. In 1877 werd de nieuw gebouwde schroefstoomboot Groot Ammers in dienst gesteld. Gaandeweg ging de Lekdienst van J.H. von Santen & Co. over tot een meer gestructureerde bedrijfsvoering en vanaf 1879 werd de rederij aangeduid als Stoombootdienst op de Lek. Bij Koninklijk Besluit van 29 mei 1896 werd de rederij omgevormd tot de NV Stoomboot-Reederij op de Lek (SRodL). Later werd de onderneming, naar haar schepen, kortweg Reederij op de Lek genoemd.
De in 1897 gebouwde Culemborg (lokaal vaak als Kuilenburg uitgesproken) was een raderboot van 197 ton. Het was met name geschikt als passagiersschip en werd te Culemborg ook vaak voor representatieve doeleinden ingezet.
In 1912 werd de in 1903 opgerichte en in Schoonhoven gevestigde concurrent "N.V. Stoombootdienst op de Lek" ingelijfd. Voorheen de firma van Zessen & Zn. met als directeur de Hr. Kortland. Daarmee kon de rederij vier schroefstoomschepen overnemen. Drie ervan werden als Reederij op de Lek 7, Reederij op de Lek 8 en Reederij op de Lek 11 in de vaart gebracht. De vierde, de Senior, kreeg nog het nummer 12, maar werd nog in 1912 doorverkocht. De 8 was de enige van deze vier schepen met een (kleine) deksalon en werd daarom wel gebruikt voor plezierreisjes.

### Over de weg

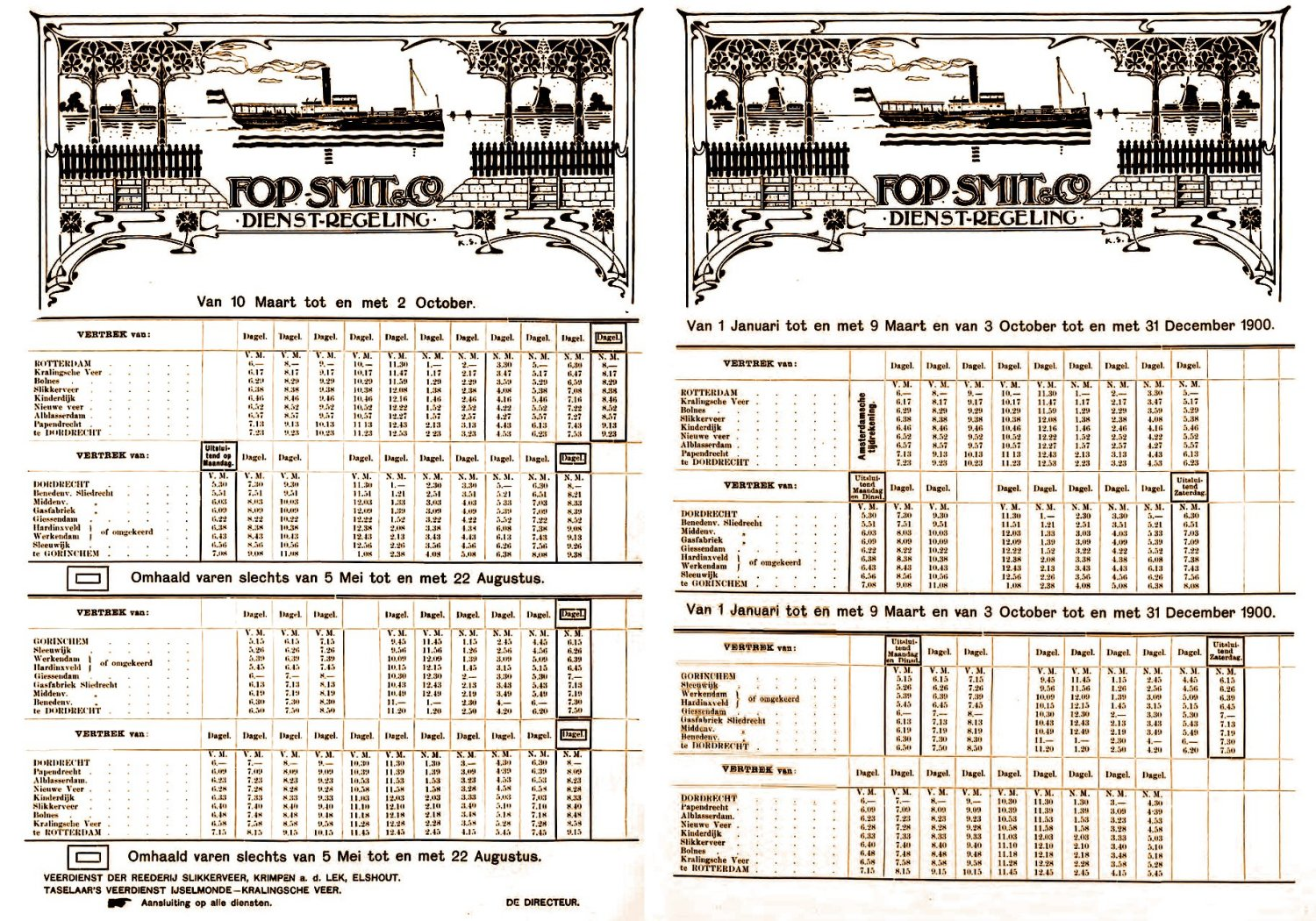
Fop Smit diensregeling, 1902

In 1921 startte de Reederij op de Lek met wegtransport, allereerst met een vrachtautodienst en in 1923 kwam daar busvervoer bij. Gaandeweg werd het wegtransport belangrijker, net als voor alle vergelijkbare vervoersbedrijven in Nederland. Met het in bedrijf nemen en houden van een vrachtwagen zijn aanzienlijk kleinere investeringen gemoeid dan met die van een stoomboot. Bovendien werd het wegennet in Nederland in de jaren twintig en dertig sterk uitgebreid, waardoor vrachtwagens op veel meer plaatsen konden komen dan schepen. Midden jaren 1930, tijdens de Grote Depressie werd het concurrentievoordeel van de vrachtwagen pijnlijk duidelijk en veel stoombootdiensten schakelden langzaam aan over op het wegtransport.
In november 1935 staakte de Stoomboot-Reederij Fop Smit & Co haar bootdiensten, omdat deze niet meer winstgevend waren. De Reederij op de Lek nam vervolgens Fop Smits stamlijn Rotterdam - Dordrecht - Gorinchem over, waarbij het deel Dordrecht - Gorinchem werd omgezet in een vrachtautodienst. Als bootdienst bleef dat jaar alleen Rotterdam - Dordrecht in bedrijf, door omstandigheden slechts gevaren in 1935 - 1937, 1940 - 1944 (met schroefstoomboot door naar Sliedrecht) en in 1945 - 1946.

### Einde bootdiensten
Mede door tekorten aan transportmiddelen en grondstoffen hadden schepen tijdens en kort na de Tweede Wereldoorlog tijdelijk weer een zeker concurrentievoordeel. Toch ondervonden zij veel hinder van de omstandigheden. Schepen werden gevorderd of gingen verloren bij gevechtshandelingen en brandstoftekorten zorgden voor een enorme terugloop in het vervoer.
Op de lange duur was een einde aan geregelde bootdiensten voor vervoer van passagiers, vracht en vee onvermijdelijk. In de periode 1946-1950 werden veel lijnen opgeheven, moesten rederijen fuseren of was wederopbouw eenvoudigweg niet lonend. Vanaf begin 1948 werd alleen nog het traject Schoonhoven - Rotterdam gevaren met de RodL 7 en RodL 6 in lijndienst tussen, respectievelijk Rotterdam en Culemborg. Op 1 maart 1948 staakte de rederij haar bootdiensten. De schepen werden verkocht of voor de sloop afgevoerd. Alleen de Reederij op de Lek 6 werd nog tot 1950 aangehouden voor het maken van verhuurvaarten op de Nieuwe Maas en de Lek.
Als vrachtautodienst tot 1968 had het bedrijf nog toekomst en met het busbedrijf ging het ook voor de wind. Reeds in 1941 was een samenwerking aangegaan met het eveneens door Von Santen gestichte vervoersbedrijf Vereeniging. Een jaar later breidde de samenwerking zich naar anderen uit, hetgeen leidde tot de oprichting van streekvervoerder De Twee Provinciën. Begin jaren 1970 kon de Reederij op de Lek de aandelen van twee samenwerkingspartners overnemen en in 1972 nam de NS (die een van de TP-bedrijven al sinds 1966 in handen had), de Reederij over. In 1974 ging de Reederij op de Lek op in de streekvervoerder en NS-dochter Westnederland.

## Materieel

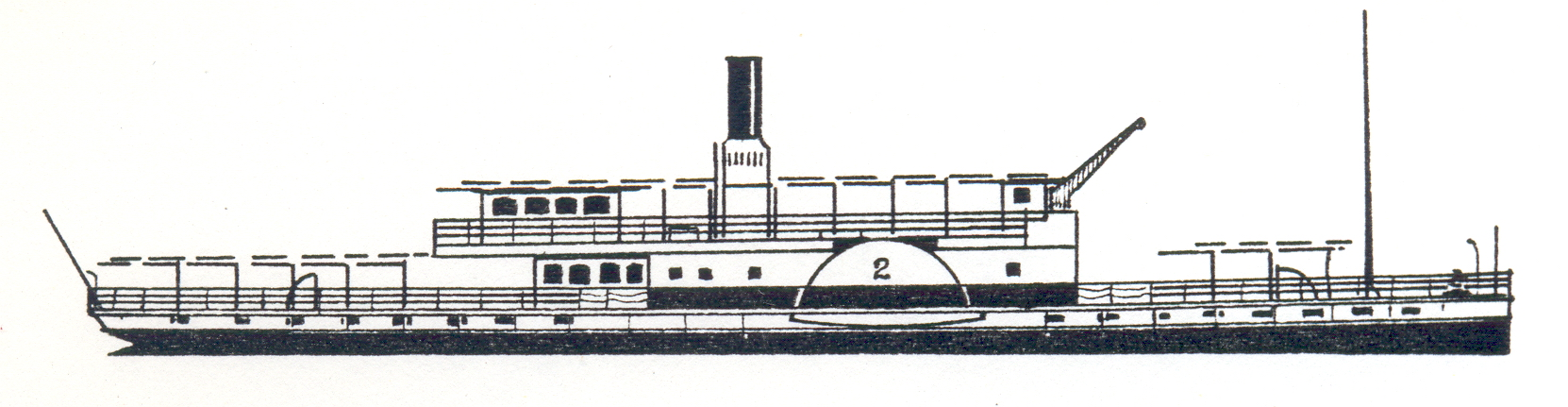
Silhouet Reederij op de Lek 2

De rederij hanteerde enkele decennia vier vaste namen voor haar schepen: Krimpen aan de Lek (de oudste), Vreeswijk, Schoonhoven en Culemborg (de nieuwste). Zodra een nieuw schip in de vaart werd gebracht, en het oudste afgevoerd, werden de schepen herdoopt. Zo werd de Schoonhoven uit 1876 in 1892 en 1897 herdoopt in Vreeswijk, respectievelijk Krimpen aan de Lek. Daarin kwam in 1903 verandering met het in de vaart brengen van de De Lekboot, gebouwd bij de Koninklijke Maatschappij 'De Schelde' te Vlissingen. Vanaf 1910 kregen de schepen de naam Reederij op de Lek, gevolgd door een nummer. De genoemde Krimpen aan de Lek werd in 1912 herdoopt in Reederij op de Lek 1, De Lekboot in Reederij op de Lek 5.
In 1911 werd het eerste schip opgeleverd dat direct de naam Reederij op de Lek droeg, vanaf 1912 gevolgd door het nummer 6. In 1950 zou dat schip, als laatste van de vloot, worden afgevoerd en naar Duitsland verkocht, om in Ludwigshafen als restaurantschip "Kurpfalz"te gaan dienen. In 1976 werd de raderboot naar Nederland teruggebracht door Wijnand Key, en in 1977 met een diesel-hydraulische aandrijving onder de naam "Kapitein Kok", vanuit Amsterdam als plezierboot in de vaart gebracht. Na een reeks andere eigenaren is de boot sinds 2014 van rederij "Qua Vadis", en vaart nu onder de naam "Kapitein Anna".

### Uiterlijk en werktuigen
De Lekboten, zoals zij algemeen bekend waren, kon men direct van alle andere raderboten onderscheiden door de kranen, die zich aan stuurboordzijde en bakboordzijde op de brug bevonden. Deze dienden om de zware loopbrug binnen en buiten boord te draaien. Alleen de Reederij op de Lek 1 gebruikte hiervoor een andere methode.
Behalve de Reederij op de Lek 3 hadden alle Lekboten in het stuurhuis een geelkoperen standaard met verticaal stuurwiel. De 3 had de gehele stuurmachine in de stuurhut zelf, wat veel hinder van de stoom gaf. Het stuurhuis van dit schip was dan ook groter dan bij de andere schepen.
Alle schepen hadden twee machinekamertelegrafen van plat model, links en rechts op de brug, dus buiten en niet in het stuurhuis. De Reederij op de Lek 2 had tot 1925 maar één telegraaf in het midden, maar na 1925 had zij er weer twee staan, net als de 1,3,4,5 en de 6 al hadden. De telegrafen van de 1, 2, 3 en 4 waren platte, halvemaanvormige schijven op een standaard, waarboven een witgeverfd hendel kon worden bewogen over 180 graden. De aanduidingen "vooruit", "achteruit", "volle kracht", "halve kracht", "stop", enz. waren daarop met witte letters op zwarte ondergrond geschilderd. De telegrafen van de 5 en 6 waren modernere varianten. Dit waren geheel ronde, platte schijven, waarover de hendels over een boog van bijna 360 graden konden draaien. Bij de 5 waren het geheel ronde, zwarte schijven met witte of gele letters van een soort steen, op ijzeren voetstukken. Die van de 6 waren echter het meest authentiek; van koper met koperen handels, de aanduiding wit op zwarte ondergrond en de naam van de leverancier Spliethoff Beeuwkens & Co. Rotterdam erop. Alleen de kop van deze telegrafen was van koper, het onderstuk was weer van ijzer en bruin geverfd, doch bij de 2 waren die poten wit. De mantels, die het bovenste deel van de schoorstenen omsloten en die bovenaan smalle spleten voor de luchtverversing hadden, waren okergeel geschilderd.

### Kranen en raderkasten

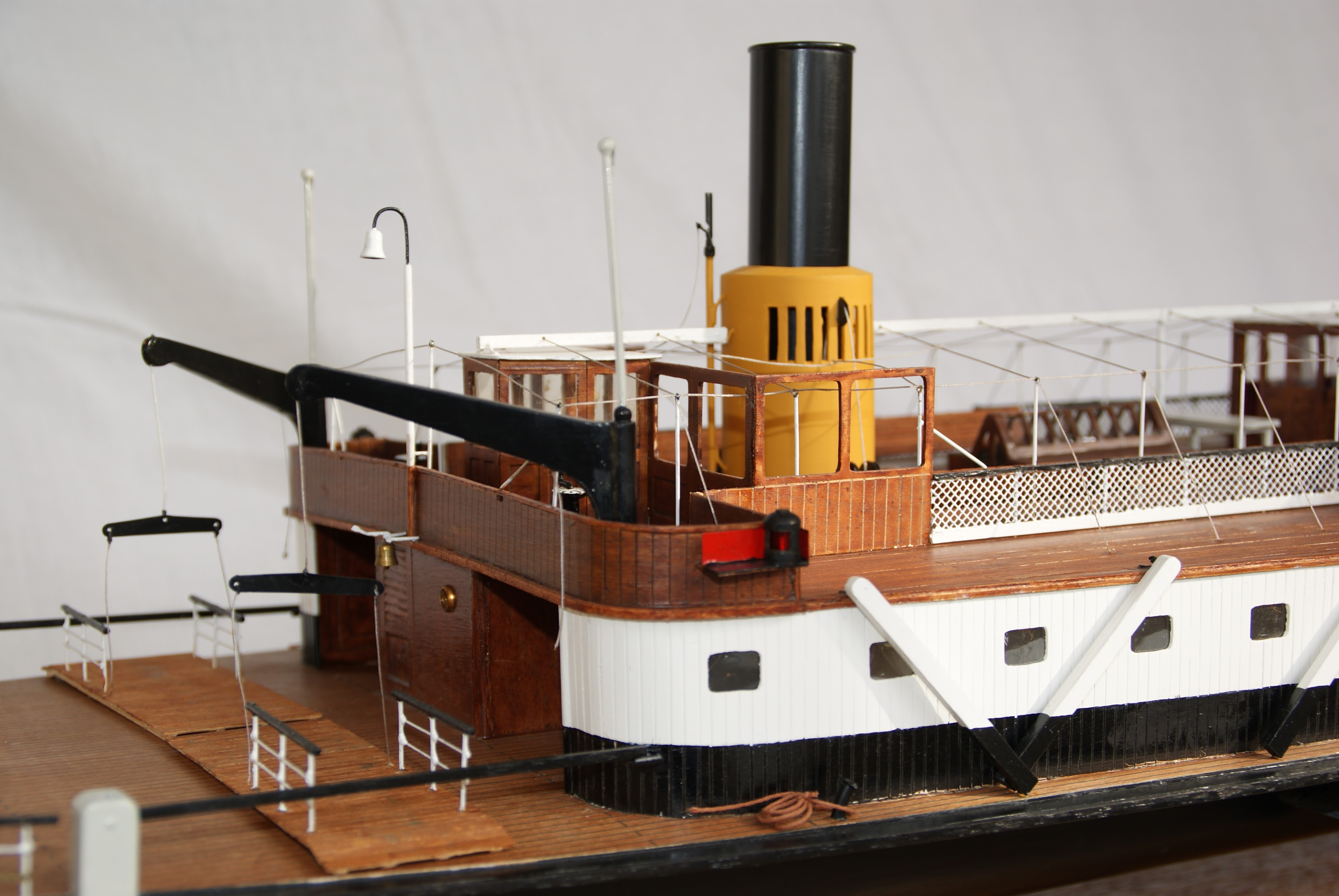
Model Reederij op de Lek 6 (detail)

De kranen waarmee de loopplanken naar buiten werden gedraaid, waren bruin geschilderd, evenals de korte, dikke mast van de schroefboot 7. De raderen van de 1 bezaten wel, die van de 2, 3, 4, 5 en 6 geen buitencirkels. De nr. 2 had oorspronkelijk ook buitencirkels met 10 planken, later net als de andere boten 8 planken. De stuurhutten van de Lekboten waren altijd geheel dicht, zowel voor als achter met links en rechts een deur. Het stuur stond op een koperen standaard. Doordat de stoomstuurmachine bij de 1 en 3 in de stuurhut stond, was deze hier groter dan bij de anderen. Later zijn deze verplaatst. Het hoofddek van de 2, 3, 4, 5 en 6 liep direct van de voorsteven uit schuin naar de raderkasten en daarachter weer schuin toe naar de achtersteven. Het hoofddek van de 1 liep tot 1922 pas vlak voor de raderkasten naar buiten uit en boog daarachter direct weer naar binnen, met twee opklapbare trapjes achteraan, maar in 1922 werd het hoofddek van voren gelijk gemaakt als bij de andere Lekboten en liep het dus ook direct van de voorsteven schuin uit naar de raderkasten, terwijl het daarachter wel als vanouds direct naar binnen bleef lopen, zij het dan, dat de beide trapjes vervielen en de naar binnen gaande verschansing daar rond afgewerkt werd. Alle schepen behielden 1 los trapje, om in geval van nood over te kunnen stappen in een roeiboot. In de dekrand waren hiervoor haken aangebracht, om het trapje te kunnen bevestigen.
De stoomketels werden eenmaal per jaar gekeurd, meestal tot 40 jaar. Daarna kon men een verlenging aanvragen. Voor de 3 en 4 werd dit afgewezen. Bij de 5 werd een verlenging tot 1948 toegestaan, of de ketel toen afgekeurd werd of dat de Reederij zelf besloot niet meer te keuren is onbekend. Of de eerste keuring al na 1 jaar plaatsvond of dat men daarmee begon als de ketel 1 jaar oud was, is ook niet bekend.

### Schepen en routes tegen het eind
De Reederij op de Lek 3 voer in 1934/39 de lijn Wijk bij Duurstede - Rotterdam, die voorheen door de Reederij op de Lek 2 bediend werd. Vanaf 1931 tot 1939 lag de No.1 opgelegd in Krimpen aan de Lek, daarna werd het schip afgevoerd.
De Reederij op de Lek 2 werd op de dienst Rotterdam - Culemborg - Wijk bij Duurstede ingezet in 1937/38, waar in 1934/36 de Reederij op de Lek 3 actief was. Alleen 's zomers voer zij door tot Wijk bij Duurstede. Nadat in december 1939 de No.1 was afgevoerd, werd alleen nog met de No.2 en (deels) de No.6 van Rotterdam naar Culemborg gevaren. De No.6 werd ook op het traject Rotterdam - Schoonhoven ingezet, samen met de No.5. De Reederij op de Lek 7 werd als reserveschip aangehouden.
Vanaf september 1947 tot de opheffing per 1 maart 1948 waren alleen nog maar in lijndienst de Reederij op de Lek 7 (met een onderbreking in oktober en november na een aanraking met een krib) en de Reederij op de Lek 6 voor de lijn Schoonhoven - Rotterdam. De bootdienst voorbij Schoonhoven, naar Vreeswijk en Culenborg werd op 1 januari 1948 gestaakt. Op dit traject werden nadien vrachtwagens ingezet. De Reederij op de Lek 6 werd nog tot 1950 aangehouden voor het maken van verhuurvaarten op de Nieuwe Maas en de Lek.De No. 6 voer in 1946 voor het laatst in lijndienst.

### Vlaggen

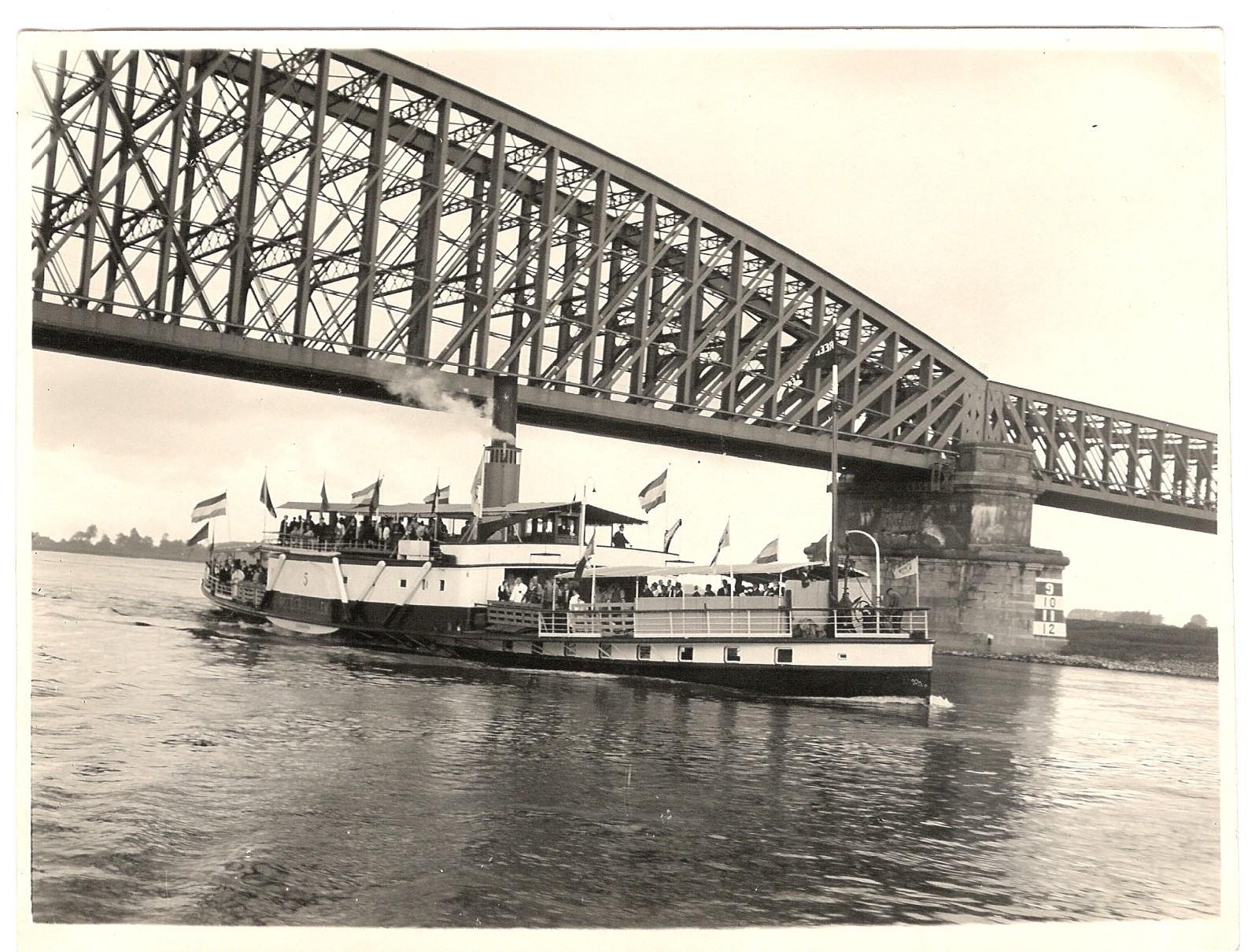
De Reederij op de Lek 5 passeert de spoorbrug bij Culemborg

De Lekboten voerden elk meerdere vlaggen. Elke boot voerde in de voormast de rode rederijwimpel, met daarin met witte letters Reederij op de Lek. In de achtervlaggenstok de Nederlandse driekleur en op de stuurboordkraan een witte vlag met daarin in zwarte letters S.R.o/d L.
De No.1 voerde aan bakboord, waar de andere schepen de brugkraan hadden, de Rotterdamse vlag ( Groen - Wit - Groen gestreept ) of de meervoudige in smalle banen Culemborgse vlag (Rood - Geel gestreept). De No.2 de Schoonhovense vlag ( Rood - Zwart meervoudig in smalle banen ) en na het overnemen van de dienst van de No.3 de Rotterdamse vlag. De No.3 de Rotterdamse vlag de No.4 de Culemborgse vlag de No.5 de Schoonhovense vlag en de No.6 de Schoonhovense vlag.
Voorts stonden er op het achterdek een oranje en een Rotterdamse, Schoonhovense of Culenborgse vlag, onafhankelijk van wat voor nationale feestdag dan ook. Werden de boten verhuurd, dan zag men vaak de vlag van de stad, streek of vereniging die het schip voor die dag in het bezit hadden genomen. Zo bestaan er foto's met Lekboten, die de Amsterdamse, Friese of SDAP-vlaggen voerden.

## Vlootlijst (selectie)
De Reederij op de Lek kon onder meer de volgende schepen in de vaart brengen:
| Naam               | Bouwjaar | In dienst | Hernoemd in           | Jaar | Afgevoerd | Type             | Tonnenmaat |
| ------------------ | -------- | --------- | --------------------- | ---- | --------- | ---------------- | ---------- |
| (Stad) Heusden     | 1841     | 1857      | Stad Schoonhoven      | 1857 | 1861      | raderstoomboot   | 100        |
| Schoonhoven        | 1850     | 1860      | Krimpen aan de Lek    | 1877 | 1892      | raderstoomboot   |            |
| Vreeswijk          | 1851     | 1863      | Krimpen aan de Lek    | 1892 | 1898      | raderstoomboot   |            |
| Bergambacht        | 1873     | 1875      |                       |      | 1909      | schroefstoomboot | 100        |
| Groot Ammers       | 1869     | 1875      |                       |      | 1876      | schroefstoomboot |            |
| Schoonhoven        | 1876     | 1876      | Reederij op de Lek 1* | 1912 | 1939      | raderstoomboot   | 180        |
| Schoonhoven        | 1885     | 1885      | Reederij op de Lek 2  | 1910 | 1948      | raderstoomboot   | 173        |
| Vreeswijk          | 1892     | 1892      | Reederij op de Lek 3  | 1910 | 1937      | raderstoomboot   | 200        |
| Culemborg          | 1897     | 1897      | Reederij op de Lek 4  | 1910 | 1937      | raderstoomboot   | 197        |
| De Lekboot         | 1903     | 1903      | Reederij op de Lek 5  | 1912 | 1948      | raderstoomboot   | 78         |
| Reederij op de Lek | 1911     | 1911      | Reederij op de Lek 6  | 1912 | 1950      | raderstoomboot   | 131        |
| Johan III          | 1898     | 1912      | Reederij op de Lek 7  |      | 1948      | schroefstoomboot | 139        |
| de Schoonhoven     | 1910     | 1912      | Reederij op de Lek 8  |      | 1948      | schroefstoomboot | 113        |
| Groot Ammers       | 1877     | 1877      | Reederij op de Lek 9  | 1910 |           | schroefstoomboot | 102        |
| Streefkerk         | 1866     | 1875      | Reederij op de Lek 10 |      | 1937      | schroefstoomboot | 103        |
| Johan IV           | 1898     | 1912      | Reederij op de Lek 11 |      | 1949      | schroefstoomboot | 88         |
| Senior             | 1863     | 1912      | Reederij op de Lek 12 |      | 1912      | schroefstoomboot | 97         |
| Nil Desperandum    | 1903     | 1912      | Reederij op de Lek 12 |      | 1945      | schroefstoomboot | 97         |

* In 1892 herdoopt in Vreeswijk en in 1897 in Krimpen aan de Lek.